# Koroga megalops
Koroga megalops är en kräftdjursart som beskrevs av Edward Morell Holmes 1908. Koroga megalops ingår i släktet Koroga och familjen Lysianassidae. Inga underarter finns listade i Catalogue of Life.